# Тест азота урее у крви
Тест азота урее у крви (акроним БУН од енг. Blood Urea Nitrogen)  један је биохемијских тестова у медицини који на основу измерене количине азота урее у крви (која је отпадни производ који бубрези уклањају из крви) може да пружи важне информације о функцији пацијентовог бубрега.
Нивои БУН вредности виши од нормалног могу бити знак да бубрези не раде добро. Мада иако пацијент са  бубрежном болешћу можда нема  никаквих клиничких симптома БУН тест може помоћи у откривању проблема са бубрезима у раној фази када лечење може бити ефикасније.

## Опште информације
Главни задатак  бубрега је да уклоне отпадне продукте метаболозма и вишак течности из човековог тела. Ако пацијент пати од болести бубрега, отпадни материјал се може накупити у његовој крви. Временом, то може довести до озбиљних здравствених проблема, укључујући висок крвни притисак, анемију и болести срца.
Јединице у коjима се изражава количина урее у крви
БУН (уреа-N) у крви изражава се у mg/dL у Сједињеним Америчким Државама, Мексику, Италији, Аустрији и Немачкој. На другим местима, концентрација урее је пријављена у СИ јединици као mmol/L, што генерално зависи од лабораторије.
{\displaystyle BUN_{mg/dL}} представља масу азота унутар уреа/запремина, а не масу целе урее. Сваки молекул урее има два атома азота, моларне масе, сваког од 14 г/мол. 
Да би претворили вредности урее  у крви из mg/dL азота урее у mmol/L урее користи се формула: {\displaystyle Urea_{mmol/L}=BUN_{mmol/L}=BUN_{mg/dL}*{\frac {10_{dL/L}}{14*2}}=BUN_{mg/dL}*0.3571}
Да би претворили вредност БУН у уреу у mg/dL користи се следећа формула:
{\displaystyle Urea_{mg/dL}=BUN_{mg/dL}*{\frac {60}{14*2}}=BUN_{mg/dL}*2.14}
Где 60 представља МВ урее и 14*2 МВ азота урее.
Референтне вредности урее
- Деца до 1 године: 1,43—6,78 mmol/L
- Деца од 1 до 3 године: 1,80—6,00 mmol/L
- Деца од 3 до 13 година: 2,50—6,00 mmol/L
- Деца од 13 до 19 година: 2,90—7,50 mmol/L
- Одрасли изнад 19 година: 2,80—8,30 mmol/L

## Продукција урее
Уреа или карбамид је крајњи производ метаболизма аминокиселина и протеина код сисара. Протеини се разграђују до аминокиселина, а разградњом аминокиселина настаје амонијак који је отрован за ћелије сисара. Најбезбеднији начин елиминације амонијака је његово превођење у уреу.
Уреа се ствара у јетри (у циклусу урее), из јетре прелази у крв, а из ње у све екстра и интрацелуларне течности. По молекулској структури је слична структура воде и зато је дистрибуција урее идентична дистрибуција воде, веома лако пролази кроз све ћелијске мембране које су пропустљиве за воду.
Код здравих особа се дневно синтетише око 0,5 - 0,7 мола урее (30 - 40 грама), а синтеза највише зависи од количине протеина који се уносе храном. Код уношења већих количина протеина ниво урее у крви може да се повећа три пута, јер се ензими који учествују у синтези налазе у вишку и њихова активност може да се адаптира на врло велику количину протеина у храни.
Синтезу урее стимулише и оптерећење сваке врсте (тежак мишићни рад, стресне ситуације…), као и хормони који повећавају разлагање протеина (глукокортикоиди и тироксин).
Биосинтеза урее по свом квантитету премашује биосинтезу свих осталих супстанци у организму.

## Елиминације урее
Постоје три начина елиминације урее:
- Преко бубрега - ово је главни пут елиминације. Количина урее у урину је директно пропорционална диуреза (количина урина у току 24 часа) и један је од индикатора здравља бубрега.
- Преко црева - око 40% укупне урее у организму доспева у црева, али се у фецесу налази у малим траговима. Разлог томе су цревне бактерије које разграђују уреу на амонијак и угљен-диоксид.
- Преко коже (знојењем) - мања количина настале урее се елиминише на овај начин, али појачаним знојењем елиминације урее може да се повећа за 10-20%

## Индикације
БУН тест може дати увид у то колико добро бубрези раде. Тест се може користити за дијагнозу, скрининг и/или праћење. За ове употребе, сам БУН је генерално мање информативан него када се користи са другим мерењима која се односе на функцију бубрега.
Дијагноза болести бубрега је термин који описује процес проналажења узрока када су се знаци и симптоми болести бубрега већ развили. Према томе БУН се може применити ако пацијент има симптоме болести бубрега, као што су промене у мокраћи, отицање руку или ногу, грчеви у мишићима или честе епизоде замора.
Скринингом бубрега се покушава открити здравствени проблем пре него што се појаве знаци или симптоми болести бубрега. БУН тест као део основног метаболичког панела (БМП) или свеобухватног метаболичког панела (ЦМП) може се прописати током редовних медицинских прегледа ради скрининга потенцијалних стања бубрега. Скрининг се може прописати ако пацијент има већи ризик од болести бубрега због чећерне болести, кардиоваскуларних проблема или породичне историје болести бубрега.
Праћење стања бубрега је начин на који лекар може да контролише како се пацијентоово стање  бубрега мења, односно одређивање БУН-а може бити део посматрања функције бубрега током времена. БУН тест може пружити релевантне информације за процену одговора на лечење проблема са бубрезима. Тестови функције бубрега, укључујући мерење БУН-а, такође се могу користити за праћење нежељених ефеката када пацијент започне примену новог лека који може утицати на бубреге.
Најчешће индикације за БУН тест су:
- сумња да пацијент има болест или оштећење бубрега,
- процена функције бубрега, посебно код хроничних стања као што су шечерна болест или висок крвни притисак,
- одређивање ефикасности лечења дијализом или перитонеалном дијализом,
- тестирање крви која помаже у дијагностиковању бројних других стања, као што су оштећење јетре, опструкција уринарног тракта, конгестивна срчана инсуфицијенција или гастроинтестинално крварење (иако сам абнормални резултат БУН теста не потврђује ниједно од ових стања).[2]

## Поступак
Тест се ради након узимања узорка крви иглом за вађење крви из вене на руци или шаци.

## Тумачење резултата
Генерално, висок ниво БУН-а значи да бубрези не раде добро. На ово указују следећи клинички симптоми:
- потреба за мокрењем чешће или мање,
- бол у зглобовима или костима,
- грчеви у мишићима,
- немирне ноге током покушаја да се заспи,
- умор,
- свраб,
- отицање у рукама или ногама.

Али повишени БУН такође може бити узрокован и другим стањима, због:
- дехидрација, која је резултат недовољно пијења течности или из других разлога

- опструкција уринарног тракта

- конгестивна срчана инсуфицијенција или недавни срчани удар

- гастроинтестинално крварење

- шок

- тешке опекотине
- употреба одређених лекова, као што су неки антибиотици

- дијета са високим садржајем протеина

Параметри који могу утицати на резултат БУН теста
- исхрана са високим садржајем протеина  (може изазвати висок ниво БУН)

- исхрана са ниским садржајем протеина   (може изазвати низак ниво БУН)

- неколико лекова, укључујући стероиде и антибиотике  (повећава или смањује ниво БУН теста)

- трудноћа

- старење, ниво азота урее се повећава са годинама. Новорођенчад има ниже нивое од других људи, а распон код деце варира.